# Marcus Iunius Silanus (consul en 15)
Pour les articles homonymes, voir Junius Silanus.
Marcus Junius Silanus est consul suffect en 15 ap. J.-C. Il meurt vers 38. Il est le père de la première épouse de Caligula, Junia Claudilla, et de Junia Silana.

## Biographie
Né vers -20, il est le fils de Caius Junius Silanus, consul en -17, et de Claudia Appia.
Ami de Tibère, qui lui accorde la grâce de son frère D. Junius Silanus en 20.  Sa fille, Junia Claudilla, est mariée en 35 à Caligula. Celui-ci le persécuta de plusieurs manières, l'accusant de souhaiter sa mort. Finalement, M. Junius Silanus se tua en se coupant la gorge avec son rasoir.